# Antonín Lhoták
Antonín Lhoták (1. března 1897 Osek – 7. srpna 1975 Děčín) byl český sochař a medailér. Tvůrce monumentálních sousoší, komorních plastik a medailí. Autor řady portrétů v reliéfu nebo ve volné plastice, soch, pomníků padlých a legionářů, plaket, řady medailérských prací. Vítěz soutěže na pomník Mikoláše Alše v Miroticích.

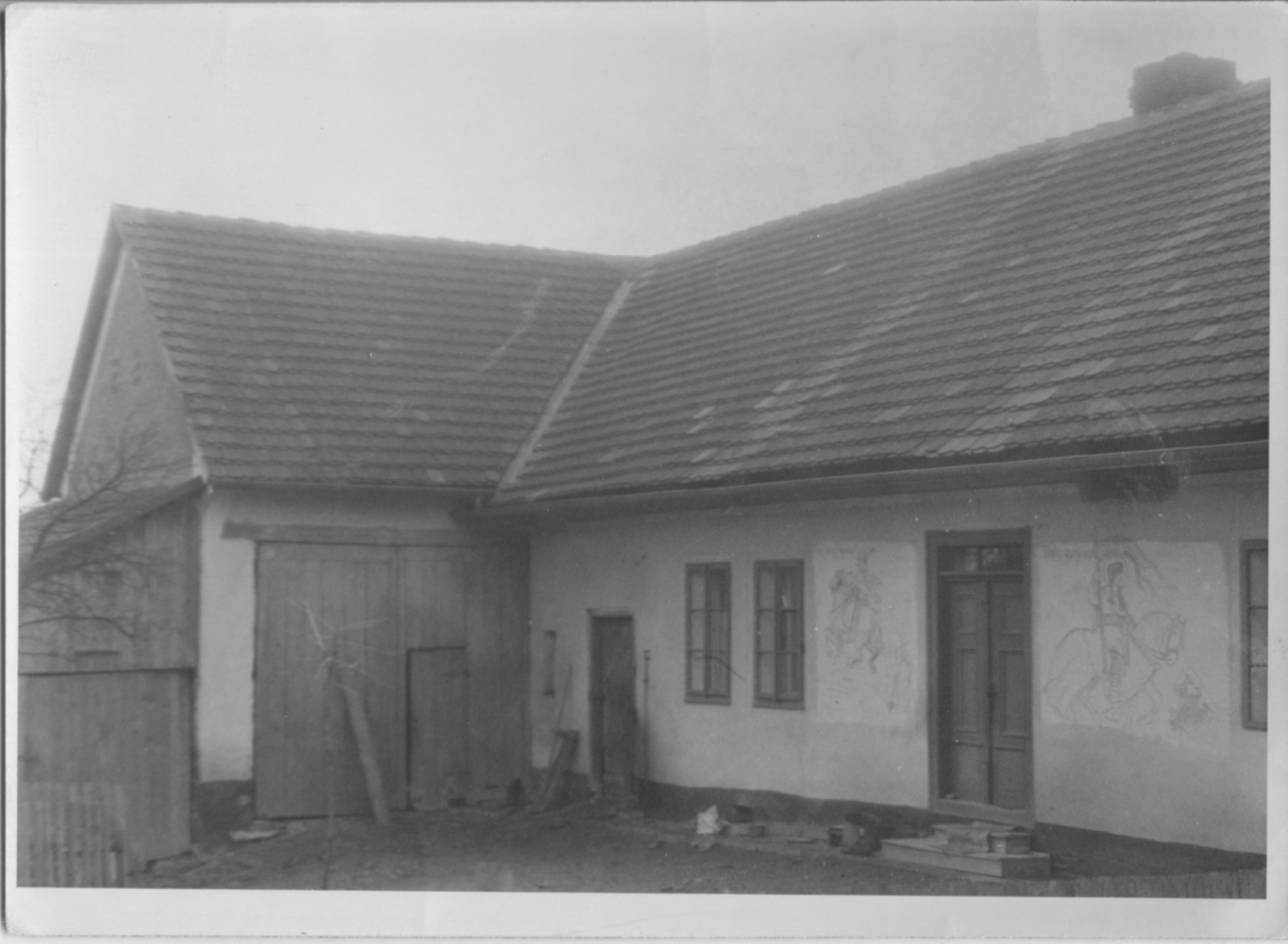
Rodný domek v Oseku, 1930

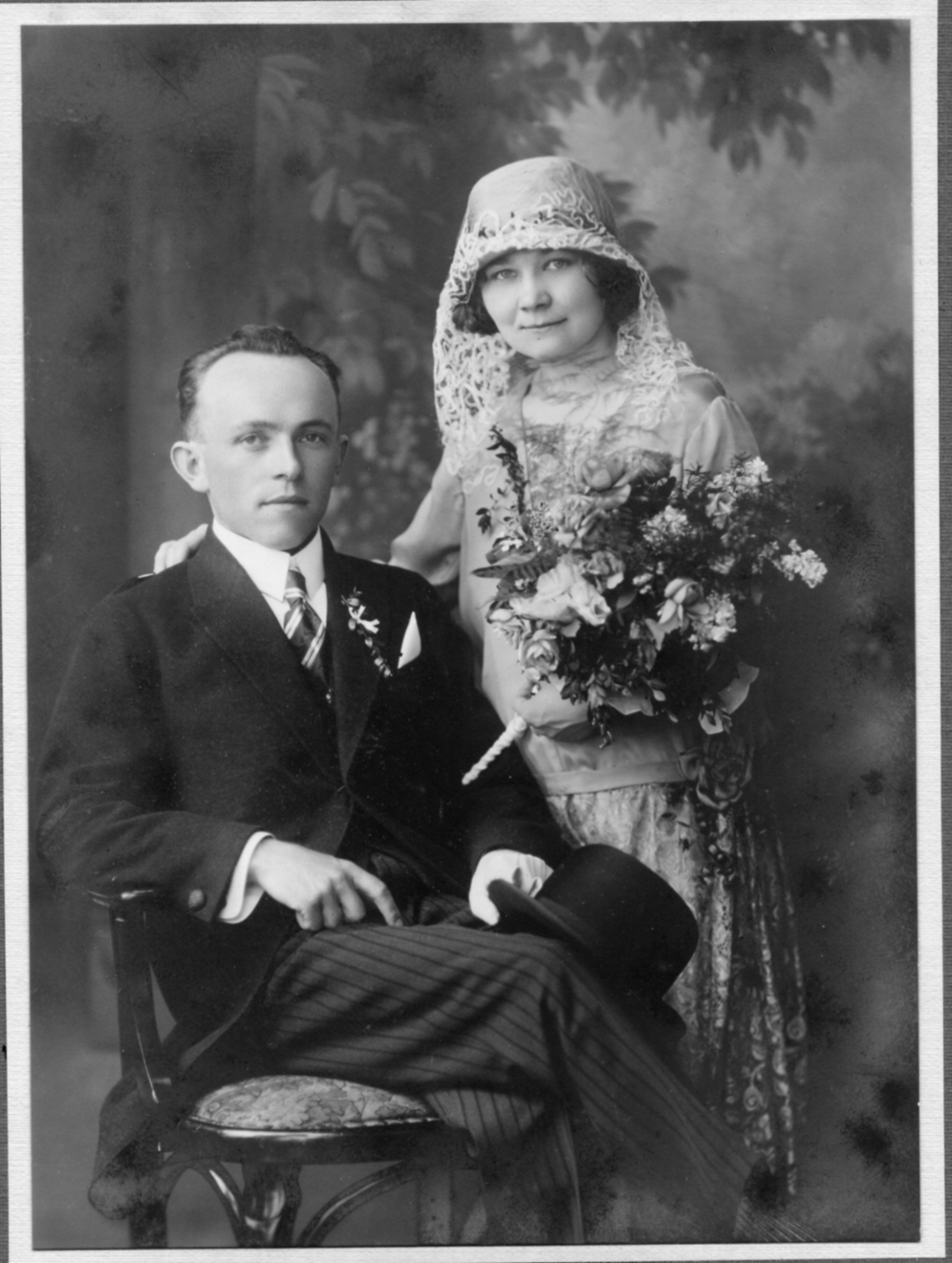
Antonín a Marie Lhotákovi, 30. květen 1925

## Život
Antonín Lhoták se narodil 1. března 1897 v Oseku u Hořovic čp. 111 jako šesté, nejmladší dítě slévače Františka Lhotáka a Anny rozené Štochlové.
Jeho výtvarné nadání se projevilo již v dětských letech. I další jeho sourozenci tíhli k umění: starší bratr František byl povoláním cizelér u firmy Anýž v Praze a bratr Josef byl amatérským malířem. Malý Antonín docházel do obecné školy v Komárově, kde měl i první výstavu – v roce 1909 vystavovala škola několika set jeho školních kreseb, často na motivy obrázků Mikoláše Alše.
Po ukončení školy nastoupil do učebního poměru v železárnách v Komárově na obor modelář dřeva k mistru Fialovi. Po vyučení v roce 1914 pracoval jako modelér v umělecké dílně. Tam dostal neocenitelnou průpravu v práci s materiálem, zejména s bronzem.
Po vypuknutí 1. světové války musel nejprve nastoupit do dílen jako řadový dělník, později narukoval do Chebu a odtud nastoupil na italskou frontu. Po návratu odešel na podzim roku 1919 (na popud tehdejšího vedoucího uměleckých dílen v komárovských železárnách Václava Krouzy) na Uměleckoprůmyslovou školu v Praze. Studoval sochařství u profesora Josefa Drahoňovského. Patrně také docházel k prof. Arnoštu Hofbauerovi na kresbu. Přestěhoval se do Prahy, přičemž krátký čas bydlel u staršího bratra Aloise, redaktora sociálnědemokratických novin, později na periferii Prahy v Břevnově u bratra Františka, který ho také finančně podporoval.
V letech 1921–1925 studoval na Akademii výtvarných umění u profesora Otakara Španiela medailérství. Španielova škola měla velký vliv i na Lhotákovo zaměření, což je patrné na pamětních deskách, plaketách a medailích. Po třetím ročníku byl odměněn formou tzv. čestného čtvrtého ročníku. Ve čtvrtém ročníku získal první cenu se stipendiem na studijní cestu do Itálie. Cestu podnikl v roce 1925 ve skupině studentů vedené profesorem historie umění Antonínem Matějčkem.
V roce 1925 se oženil s Marií Kokešovou z Hořovic a žil s ní až do své smrti. V manželství se narodily dcery Libuše a Olga. Usadil se v Praze, v Břevnově, v budově zájezdního hostince U Kaštanu. V jedné z budov hospodářského dvora, která přináležela k hostinci, měl svůj první ateliér. Později – v roce 1937 – si pronajal nedaleký ateliér v dnešní ulici 8. listopadu a později si ho od sochaře Fialy i koupil. V roce 1938 se přestěhoval z budovy hostince do nedaleké novostavby družstevního domu a zde prožil i celý život.
Antonín Lhoták zemřel na druhý infarkt 7. srpna 1975 v Děčíně ve věku 78 let, pochován je v Praze na Olšanech.

### Členství v uměleckých skupinách
- Bratrstvo výtvarných umělců v Praze; členem od r. 1934[zdroj?]
- Spolek výtvarných umělců Myslbek; členem v letech 1940–1947[zdroj?]
- Středisko výtvarných umělců; členem v letech 1940–1956[zdroj?]
- Svaz československých výtvarných umělců; členem od r. 1956, jeden ze zakládajících členů
- Jednota umělců výtvarných; členem od r. 1960
- Tvorivá skupina Život (vznikla 1962; někdy jen Skupina Život, též jen Život); členem patrně od r. 1962
- Tvůrčí skupina Jednota umělců výtvarných; členem od r. 1966 (v r. 1970 skupia komunisty zrušena)
- Tvůrčí skupina VU; 60. roky 20. stol.

## Dílo
Jeho prvními díly byly náhrobky a památníky padlým v obcích a pod vedením Václava Krouzy se podílel na výzdobě komárovské sokolovny. Pro svou rodnou obec vypracoval návrh na pomník padlým a legionářům z 1. světové války. Na památku svých rodičů vytvořil busty na jejich hroby v Mrtníku. S nimi se zúčastnil v roce 1934 1. výstavy „Bratrstva výtvarných umělců“ v Clam-Gallasově paláci.
Ve své práci navazoval na Mařatku, Štursu, Myslbeka. Lákaly ho dělnické a zemědělské náměty – slévači, hutníci, zemědělské práce – jak je znal ze svého rodného kraje.
Významná část tvorby je tvořena sochami i plaketami a pamětními deskami k výročí významných osobností, například Boženy Němcové, Petra Bezruče, Václava Dobiáše, Jana Evangelisty Purkyně, Aloise Jiráska, Bedřicha Smetany, Antonína Dvořáka, Miroslava Tyrše, Vladimíra Majakovského, Alexandra Sergejeviče Puškina či maršála Rybalkova a dalších. Zobrazil celou plejádu slavných spisovatelů, skladatelů, hudebníků, básníků a historických postav českých dějin. Zúčastnil se soutěže na pomník Janu Nerudovi v Praze, Johannu Keplerovi a Tychonu Brahovi v Praze, Jakubu Arbesovi či na pomník padlým v Letech. Byl realizován jeho pomník Josefa Slavíka v Hořovicích, Julia Fučíka v Radotínu u Prahy i pomník T. G. Masarykovi v Králově Dvoře. V Praze Podolí byl realizován jeho pomník padlým v revoluci v roce 1945. V soutěži získal druhou cenu jeho Jan Žižka pro Hradec Králové. Zúčastnil se soutěže na pomník Jana Pernera pro Pardubice, kde sice neuspěl, ale busta je umístěna v Dvorním salonku na Masarykově nádraží.
Dále vytvořil například sportovní motivy pro stadion v Podbabě či rozměrný, pět metrů dlouhý reliéf pro výstavní místnost Státního pedagogického nakladatelství v Praze. Věnoval se i pomníkům partyzánů působících v jeho rodném podbrdském kraji.
Vytvořil také řadu aktů a zobrazení žen a další drobné plastiky.
Věnoval se i malířské tvorbě. Začal původně s olejem, ale pak dal přednost sochařské práci a v umělecké kresbě a malbě se věnoval hlavně akvarelům. Inspiroval se u Václava Součka i u proslulých anglických akvarelistů. Vracel se také k milovanému Mikoláši Alšovi. Tematicky se věnoval převážně motivům z venkovského prostředí. Zobrazoval venkovská stavení, kostelíky a boží muka, polní cesty. Lákaly to také motivy z Prahy. Obrázky tvořil často pro své potěšení a obdarovával jimi přátele a známé.
Jako medailér vytvořil řadu drobných děl – medaile, upomínkové odznaky k výročím a výstavám hospodářským i sportovním.
Zúčastnil se více než pěti desítek výstav, z toho čtyři byly jeho výstavy souborné.

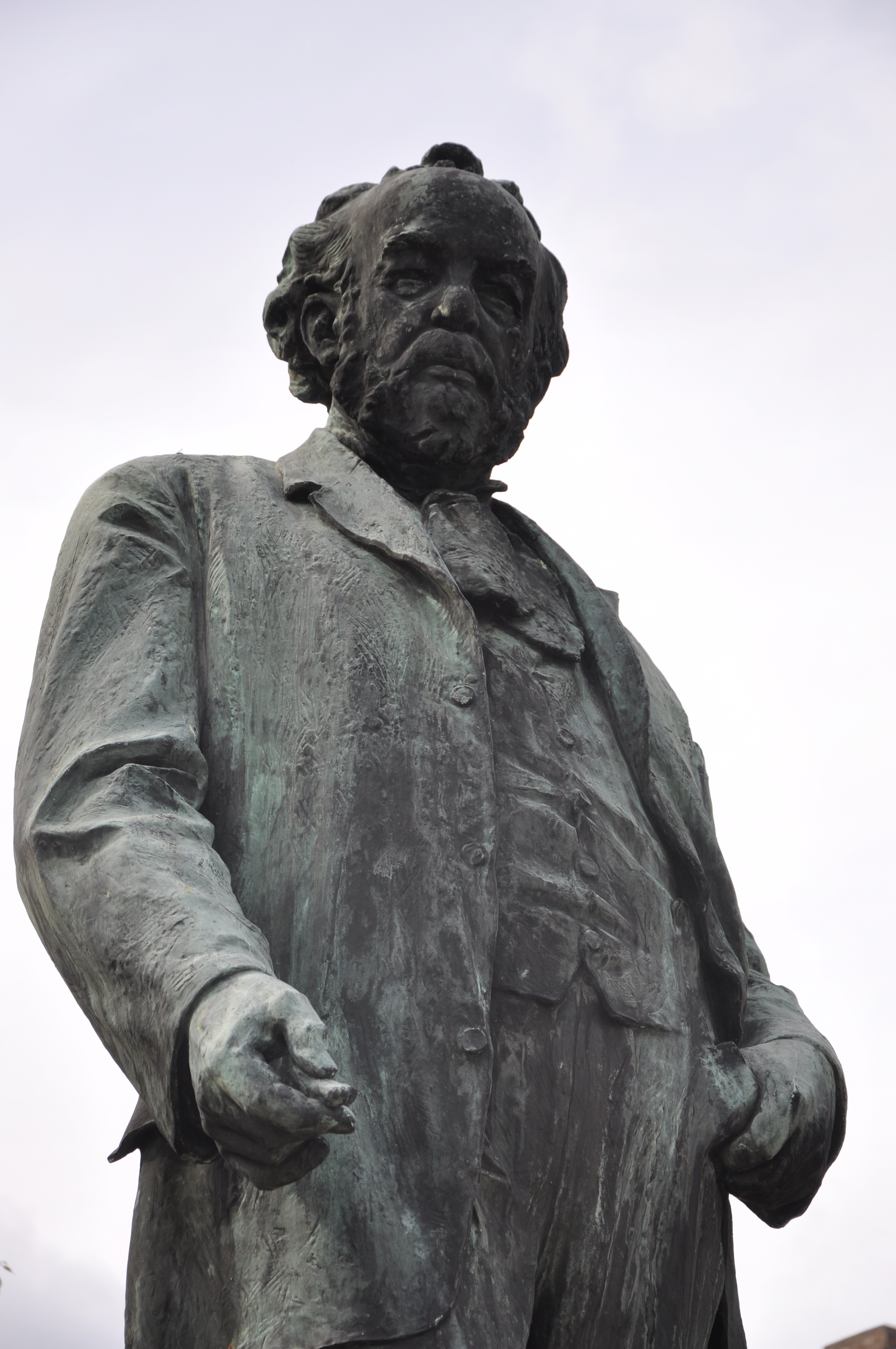
Antonín Lhoták: pomník Mikoláše Alše, Mirotice

Vrcholným dílem je monumentální třímetrový pomník Mikoláše Alše v jeho rodných Miroticích u Písku. Lze říci, že Mikoláš Aleš byl jeho osudem. Jako většina tehdejších českých výtvarníků se s ním setkal poprvé prostřednictvím kresbiček ve slabikáři. Mikoláš Aleš byl pro něj hrdinou a zachytit jeho podobu bylo Lhotákovým velkým snem. Sen se mu vyplnil, když se v roce 1952 zúčastnil celostátní soutěže na Alšův pomník v Miroticích. Získal první cenu a jeho návrh byl realizován. Na definitivní podobě pak Lhoták pracoval následující tři roky. Pro definitivní podobu postavy jeho ateliér nedostačoval, a tak pracoval v ateliéru svého přítele Emanuela Famíry. Celostátní oslavy 100. výročí narození Mikoláše Alše vyvrcholily 17. července 1955 v Miroticích odhalením pomníku.
Přibližně třetinový odlitek pomníku je v Národní galerii a sádrový model ve skutečné velikosti je v Alšově galerii na Hluboké. Antonín Lhoták se pokusil o podobu Mikoláše Alše vícekrát. Ve vestibulu Národního divadla je jeho busta Mikoláše Alše, umístěná sem v roce 1969 při příležitosti 100. výročí položení základního kamene Národního divadla. Další poprsí M. Alše, z patinované sádry, je ve škole v Praze-Suchdole. V roce 1971 vytvořil Lhoták dvojreliéf v bronzu Mikoláš Aleš – Jakub Arbes. Nejzajímavější je však jeho Alšovský pomník v Suchdole – bronzový reliéf z roku 1951. Byl postaven ke stému výročí narození Mikoláše Alše v roce 1952. Původní pomníček byl roku 1973 přebudován do dnešní podoby pomocí kamenů z nedalekých Kozích hřbetů.

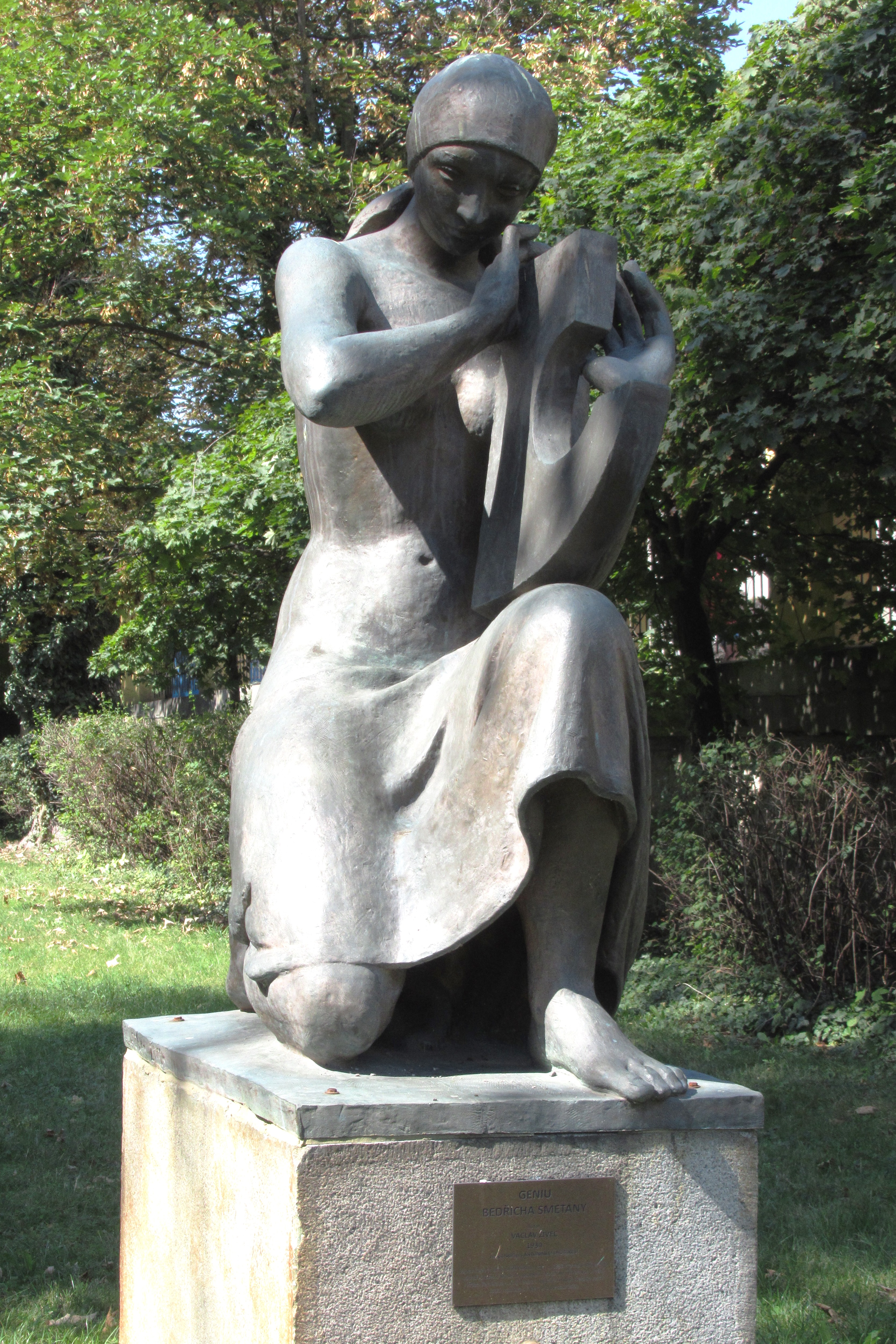
Alegorie hudby (Múza) v Pakostově sadu v Berouně; podle skici Václava Živce

### Realizace ve veřejném prostoru
- Pomník padlých a legionářů z první světové války, Osek
- Pomník padlým, Králův Dvůr[8]
- Pomník padlým, Podluhy[9]
- Pomník padlým, Svatá Dobrotivá, Zaječov[10]
- Pomník padlým, Tlustice[11]
- Pamětní deska padlým, továrna Walter, Jinonice
- Pomník padlým z první světové války, Chvaly, Horní Počernice[12]
- Orba, Kamenný Újezd u Českých Budějovic[13]
- 1930 Božena Němcová – pamětní deska, Nový Bydžov[14]
- 1932 Miroslav Tyrš – památník, Havlíčkův Brod[15]
- 1935 reliéfy – budova Ministerstva obchodu, Praha
- 1936 Pamětní deska s portrétem Jana Karafiáta, Jimramov[16]
- 1937 Pamětní deska Jan Herben, Brumovice[17]
- 1938 T.G.Masaryk – Králův Dvůr[18]
- 1947 Památník padlým barikádníkům, Praha - Podolí[19]
- Památník partyzánům – Kryt u Újezda u Hořovic[20]
- 1948 Busta prezidenta T. G. Masaryka, Osek[21]
- 1949 dřevořezby pro Národní památník v Praze na Vítkově
- 1952 Pomník s reliéfem Mikoláše Alše, Suchdol u Prahy[22]
- 1953 Mikoláš Aleš – busta, v roce 1969 umístěna ve vestibulu Národního divadla v Praze
- 1955 Pomník Mikoláše Alše, Mirotice
- 1956 Pomník Josef Slavík, Hořovice[23]
- 1958 Julius Fučík, Radotín u Prahy[24]
- 1960 Antonín Dvořák, dnes Památník Antonína Dvořáka Vysoká u Příbramě''
- 1961 Jan Perner, Dvorní / Masarykův salonek na Masarykově nádraží, Praha[25]
- Busta partyzána, Osek od roku 1979[26]

### Zobrazení jinými autory
Emanuel Famíra: Sochař A. Lhoták

### Zastoupení ve sbírkách
- Národní galerie v Praze
- Alšova jihočeská galerie v Hluboké nad Vltavou
- Galerie Středočeského kraje v Kutné Hoře
- Galerie umění Karlovy Vary
- Muzeum umění Olomouc

#### Články,  chronologicky
- ABRHÁM, V. Pětašedesátiny akademického sochaře Mistra Ant. Lhotáka. Budovatel: časopis okresního výboru KSČ v Berouně. 1962, roč. 3 (22. 2. 1962).
- Výstava k 65. narozeninám Antonína Lhotáka. Obrana Lidu. 4. 3. 1962 [roč. 16.] ISSN 0231-6218.
- K 70. narozeninám akademického sochaře Antonína Lhotáka. Budovatel: okresní noviny, orgán OV KSČ a ONV v Berouně. [Dále jen Budovatel.] 1967, roč. 8 (1. 3. 1967), s. 3.
- Osečtí svému sochaři. Budovatel. [1969], roč. 10, č. 21, s. 1.
- HEPTNER, Otakar. Umělec svého lidu. Lidové noviny. 1. 3. 1972.
- BAKEŠOVÁ, Zdena. V dílně sochaře Antonína Lhotáka. Mladá Fronta. 18. 11. 1972. ISSN 0323-1941.
- A. Lhoták a Alšovy Mirotice. Lidová demokracie. 18. 10. 1973, s. 5.
- HEPTNER, Otakar. Zemřel A. Lhoták. Budovatel. 1975, roč. 16, č. 38, s. [4].
- (hal). Osecké busty A. Lhotáka. Berounský deník. 1994, roč. 2, č. 135, s. 9. ISSN 1210-7352.
- ŠTOCHL, Josef. Akad. sochař Antonín Lhoták (1897–1975). Podbrdské noviny. 2002, roč. 10, č. 6, s. 2. ISSN 1802-8845.

#### Katalogy
- Antonín Lhoták. Toman Prokop H, 1962, kat. 12 s., SČVU Praha.
- Antonín Lhoták: Výstava sochařského díla. Toman Prokop H, 1973, kat. 8 s., Jihočeské tiskárny, Blatná.
- Antonín Lhoták: Výběr ze sochařského díla: Výstava k nedožitým osmdesátinám. Toman Prokop H, 1977, kat. 12 s., SČVU Praha.